# Phytomyza pampeana
Phytomyza pampeana este o specie de muște din genul Phytomyza, familia Agromyzidae, descrisă de Blanchard în anul 1954. Conform Catalogue of Life specia Phytomyza pampeana nu are subspecii cunoscute.